# Emilio Carton
Emilio Carton (Verona, 1º marzo 1923 – ...) è stato un calciatore italiano, di ruolo difensore.

## Carriera
Dopo aver cominciato la carriera con il Verona, nel dopoguerra passò alla Lazio dove disputò due campionati di Serie A in cui totalizzò 16 partite. Nel 1948 fu ceduto all'Avellino, quindi la stagione successiva al Marzotto Valdagno, dove chiuse la carriera ad alto livello.

## Cinema
Nel 1952 ha interpretato se stesso nel film di Mario Camerini, Gli eroi della domenica.